# Magdalena Stawrotówna
Magdalena Stawrotówna (zm. przed 1476) – mieszczka krakowska, pierwsza żona księcia mazowieckiego Konrada III Rudego.
Była córką mieszczanina krakowskiego Stanisława Stawrota, być może identycznego ze Stanisławem ze Stawiszyna, słodownikiem i piwowarem występującym w źródłach w połowie XV wieku. Poślubiła nieznanego bliżej Szymona, prawdopodobnie mieszczanina krakowskiego i słodownika wspomnianego w aktach miejskich w 1476. Około 1470 w Magdalenie zakochał się książę mazowiecki Konrad III Rudy, który poślubił ją za życia jej pierwszego męża. Dawniej uważano, że małżeństwo miało związek z zakupieniem przez Konrada kamienicy w Krakowie, przypuszczenie to zostało jednak obalone przez nowszych badaczy. 
Magdalena Stawrotówna zmarła kilka lat po ślubie. Zgodnie z relacją Jana Długosza Konrad urządził jej książęcy pogrzeb. Najprawdopodobniej została pochowana w jednym z ważniejszych kościołów krakowskich lub mazowieckich.